# Joan Olivé
Joan Olivé Márquez es un piloto español de motociclismo nacido el 22 de noviembre de 1984 en Tarragona, España. Ha participado en las categorías de 125cc, Moto3, 250cc y Moto2 del campeonato del mundo. Fue Campeón de España de 125cc en la temporada 2000.
Desde la temporada 2019 ejerce la función de team-Mánager del equipo de Moto2 MarcVDS.

## Carrera Deportiva

### Inicios
Empezó a correr en minimotos a los siete años consiguiendo un campeonato de Cataluña. Después pasó a correr en scooters y en el Campeonato Catalán de Enduro donde quedó subcampeón.
En 1998 participa en el Open RACC de Velocidad alzándose con el título, compagina esta competición con la Copa Aprilia en la que finaliza subcampeón.
Para la temporada 1999 se inscribe en la MoviStar Activa Cup y es seleccionado para participar junto a otros pilotos como Dani Pedrosa, Olivé queda como campeón de esta copa de promoción.

### 125cc
En 2000 consigue su mayor título hasta la fecha al ganar el Campeonato de España de 125cc en el equipo MoviStar teniendo como compañeros a otros dos pilotos de la Movistar Activa Cup, Dani Pedrosa y Raúl Jara. Joan se convierte así en el piloto más joven en ganar este campeonato con 15 años y 300 días.
Debuta en el campeonato del mundo de 125cc en la temporada 2001 con Toni Elías y Dani Pedrosa como compañeros de equipo pilotando una Honda en el Telefónica MoviStar Junior Team consiguiendo como mejor resultado un séptimo puesto y termina en 19.ª posición en el Campeonato.
En 2002 sigue en el MoviStar Junior Team y consigue su primer podio mundialista en el Circuito de Assen, en el GP de Holanda finalizando el 12.º en el Mundial.

### 250cc
2003 supone su ascenso a la categoría de 250cc pilotando una Aprilia RS250 Kit al firmar con el equipo "B" de Jorge Martínez "Aspar" en 250cc con Héctor Faubel como compañero de equipo. Finaliza el 12.º en el Campeonato.
En 2004 cambia de equipo y ficha por Campetella Racing pilotando nuevamente una Aprilia RS250 Kit , muy lejos en rendimiento de las RS250 oficiales y finaliza el 19.º en el Mundial.

### Regreso a 125cc
Ante la imposibilidad de conseguir una moto competitiva en 250cc decide volver a 125cc en 2005 enmarcado en el equipo Nocable.it pilotando una Aprilia RS125 consiguiendo un podio en el Circuito de Mugello y finaliza el campeonato en 14.ª posición.
En 2006 firma con un nuevo equipo español llamado SSM Racing terminando en 10.ª posición esa temporada.
Para 2007 el equipo SSM Racing pasa a llamarse Polaris World teniendo como compañero al italiano Mattia Pasini, en esta temporada Joan consigue sus mejores resultados al obtener dos podios y finaliza en 8.º posición el campeonato.
En 2008 firma con el equipo oficial Derbi teniendo como compañero de equipo a la joven promesa Pol Espargaró. Consigue cuatro podios a lo largo de la temporada que le valen para terminar en 7.ª posición el Campeonato.
Para 2009 sigue en el equipo oficial Derbi, donde consigue únicamente un podio en el GP de Alemania, siendo noveno en la clasificación final del Mundial con 91 puntos.

### Moto2
En la 2010 la categoría de 250cc pasa a denominarse Moto2, con sus correspondientes modificaciones en el reglamento, siendo la principal el cambio a motos de cuatro tiempos y 600cc. Joan Olivé participa en esta categoría con el equipo Jack&Jons dirigido por el actor malagueño Antonio Banderas. No consigue finalizar ninguna carrera dentro de los puntos al término de la temporada.
A la siguiente temporada, en 2011, Olivé no consigue ninguna moto. Faltando seis carreras, Álex Debón, director del equipo Aeroport de Castelló, firma a Olivé para disputarlas sobre la FTR Moto M211. Nuevamente, Olivé no consigue finalizar ningún Gran Premio entre las primeras quince posiciones que hacen sumar puntos.

### Moto3
Al comienzo de la temporada 2012 tampoco encontró hueco en ningún equipo. Participó en el GP de Portugal y en el GP de la República Checa con el equipo TT Motion Events Racing en la nueva categoría de Moto3, sustituyendo a la de 125cc, pero sin llegar a puntuar en ambas carreras.

## Resultados en el Campeonato del Mundo
Sistema de puntuación de 1993 hasta 2022:
| Posición | 1.º | 2.º | 3.º | 4.º | 5.º | 6.º | 7.º | 8.º | 9.º | 10.º | 11.º | 12.º | 13.º | 14.º | 15.º |
| Puntos   | 25  | 20  | 16  | 13  | 11  | 10  | 9   | 8   | 7   | 6    | 5    | 4    | 3    | 2    | 1    |

### Por temporada
| Temporada | Cat.        | Equipo                         | Moto           | Carreras | Victorias | Podios | Poles | V.Ráp. | Pts. | Pos. |
| --------- | ----------- | ------------------------------ | -------------- | -------- | --------- | ------ | ----- | ------ | ---- | ---- |
| 2001      | 125cc       | Telefónica MoviStar Jr. Team   | Honda RSR125   | 16       | 0         | 0      | 0     | 0      | 34   | 19.º |
| 2002      | 125cc       | Telefónica MoviStar Jr. Team   | Honda RSR125   | 16       | 0         | 1      | 0     | 1      | 76   | 12.º |
| 2003      | 250cc       | Aspar Junior Team              | Aprilia RS250  | 16       | 0         | 0      | 0     | 0      | 38   | 12.º |
| 2004      | 250cc       | Campetella Racing              | Aprilia RS250  | 16       | 0         | 0      | 0     | 0      | 27   | 19.º |
| 2005      | 125cc       | Nocable.it Racing              | Aprilia RSW125 | 16       | 0         | 1      | 0     | 0      | 60   | 14.º |
| 2006      | 125cc       | SSM Racing                     | Aprilia RSW125 | 16       | 0         | 0      | 0     | 1      | 85   | 10.º |
| 2007      | 125cc       | Polaris World                  | Aprilia RSW125 | 17       | 0         | 2      | 0     | 0      | 131  | 8.º  |
| 2008      | 125cc       | Belson-Derbi                   | Derbi RS125    | 17       | 0         | 4      | 0     | 1      | 142  | 7.º  |
| 2009      | 125cc       | Derbi Racing Team              | Derbi RS125    | 16       | 0         | 1      | 0     | 0      | 91   | 9.º  |
| 2010      | Moto2       | Jack&Jones by Antonio Banderas | Harris Moto2   | 16       | 0         | 0      | 0     | 0      | 0    | -    |
| 2010      | Moto2       | Jack&Jones by Antonio Banderas | FTR Moto2 M2   | 1        | 0         | 0      | 0     | 0      | 0    | -    |
| 2011      | Moto2       | Aeroport de Castelló           | FTR Moto2 M2   | 6        | 0         | 0      | 0     | 0      | 0    | -    |
| 2012      | Moto3       | TT Motion Events Racing        | KTM TBA        | 2        | 0         | 0      | 0     | 0      | 0    | -    |
| Total     | 2001 - 2012 | 2001 - 2012                    | 2001 - 2012    | 171      | 0         | 9      | 0     | 3      | 684  |      |

### Carreras por año
(Carreras en negrita indica pole position, carreras en cursiva indica vuelta rápida)
| Temporada | Cat.  | Moto    | 1      | 2       | 3      | 4       | 5       | 6       | 7       | 8       | 9      | 10      | 11      | 12      | 13      | 14      | 15      | 16      | 17      | Pts. | Pos. |
| --------- | ----- | ------- | ------ | ------- | ------ | ------- | ------- | ------- | ------- | ------- | ------ | ------- | ------- | ------- | ------- | ------- | ------- | ------- | ------- | ---- | ---- |
| 2001      | 125cc | Honda   | JAP 19 | RSA 16  | ESP 14 | FRA Ret | ITA 10  | CAT 8   | NED Ret | GBR 14  | ALE 15 | CZE 14  | POR Ret | VAL 10  | PAC 12  | AUS 27  | MAL 12  | RIO 11  |         | 34   | 19.º |
| 2002      | 125cc | Honda   | JAP 13 | RSA Ret | ESP 9  | FRA Ret | ITA Ret | CAT 6   | NED 3   | GBR 6   | ALE 11 | CZE Ret | POR Ret | RIO 22  | PAC 8   | MAL 13  | AUS 9   | VAL 9   |         | 76   | 12.º |
| 2003      | 250cc | Aprilia | JAP 13 | RSA Ret | ESP 10 | FRA 10  | ITA 10  | CAT 10  | NED 23  | GBR Ret | ALE 17 | CZE 16  | POR Ret | RIO 7   | PAC 19  | MAL 14  | AUS 18  | VAL Ret |         | 38   | 12.º |
| 2004      | 250cc | Aprilia | RSA 17 | ESP 20  | FRA 10 | ITA 11  | CAT Ret | NED Ret | RIO Ret | ALE 13  | GBR 11 | CZE 15  | POR 18  | JAP Ret | QAT 10  | MAL 18  | AUS Ret | VAL 15  |         | 27   | 19.º |
| 2005      | 125cc | Aprilia | SPA 8  | POR 18  | CHN 14 | FRA Ret | ITA 3   | CAT Ret | NED 13  | GBR 8   | ALE 8  | CZE 22  | JPN 18  | MAL 17  | QAT 11  | AUS 15  | TUR 9   | VAL 14  |         | 60   | 14.º |
| 2006      | 125cc | Aprilia | ESP 9  | QAT Ret | TUR 5  | CHN 14  | FRA 7   | ITA 13  | CAT 9   | NED 12  | GBR 6  | ALE 9   | CZE 8   | MAL 5   | AUS 10  | JPN Ret | POR Ret | VAL 20  |         | 85   | 10.º |
| 2007      | 125cc | Aprilia | QAT 11 | ESP 8   | TUR 2  | CHN 19  | FRA 5   | ITA Ret | CAT 8   | GBR 5   | NED 10 | ALE 11  | CZE 12  | RSM 12  | POR 5   | JAP 5   | AUS 2   | MAL 4   | VAL 30  | 131  | 8.º  |
| 2008      | 125cc | Derbi   | QAT 2  | ESP Ret | POR 2  | CHN 6   | FRA 8   | ITA 9   | CAT Ret | GBR 7   | NED 2  | ALE Ret | CZE 3   | RSM 12  | IND 12  | JAP 4   | AUS 14  | MAL 7   | VAL Ret | 142  | 7.º  |
| 2009      | 125cc | Derbi   | QAT 18 | JAP 7   | ESP 11 | FRA Ret | ITA Ret | CAT 14  | NED 11  | ALE 3   | GBR 12 | CZE 10  | IND 8   | RSM 8   | POR 5   | AUS Ret | MAL 9   | VAL 6   |         | 91   | 9.º  |
| 2010      | Moto2 | Harris  | QAT 32 | ESP Ret | FRA 24 | ITA DNS | GBR Ret | NED 32  | CAT 21  | ALE Ret | CZE 31 | IND 22  |         | ARA 28  | JAP Ret | MAL 23  | AUS 34  | POR DNQ | VAL 28  | 0    | -    |
| 2010      | Moto2 | FTR     |        |         |        |         |         |         |         |         |        |         | RSM 21  |         |         |         |         |         |         | 0    | -    |
| 2011      | Moto2 | FTR     | QAT    | ESP     | POR    | FRA     | CAT     | GBR     | NED     | ITA     | ALE    | CZE     | IND     | RSM 26  | ARA 28  | JAP 26  | AUS 23  | MAL 16  | VAL 26  | 0    | -    |
| 2012      | Moto3 | KTM     | QAT    | ESP     | POR 16 | FRA     | CAT     | GBR     | NED     | ALE     | ITA    | IND     | CZE 18  | RSM     | ARA     | JAP     | MAL     | AUS     | VAL     | 0    | -    |